# Cal State Dominguez Hills Toros
Cal State Dominguez Hills Toros, también conocidos como CSU Dominguez Hills Toros, CSUDH Toros o California State-Dominguez Hills Toros (en español: Toros de la Estatal de California, Dominguez Hills) es el nombre de los equipos deportivos de la Universidad Estatal de California, Dominguez Hills, situada en Carson, California. Los equipos de los Toros participan en las competiciones universitarias organizadas por la NCAA, y forman parte desde 1980 de la CCAA.

## Programa deportivo
Los Toros compiten en 4 deportes masculinos y en otros 5 femeninos:
| - Masculino - Baloncesto - Fútbol - Béisbol - Golf | - Femenino - Baloncesto - Fútbol - Voleibol - Atletismo - Softball |

## Instalaciones deportivas
- Torodome es el pabellón donde disputan sus competiciones los equipos de baloncesto y voleibol. Tiene una capacidad para 3.602 espectadores.[1]

- Toro Stadium es el estadio donde disputan sus encuentros el equipo de fútbol y se desarrollan las competiciones de atletismo. Tiene una capacidad para 8.000 espectadores.[1]

- Toro Field es el estadio donde disputan sus encuentros el equipo de béisbol. Tiene una capacidad para 500 espectadores.[1]